# Omar El-Saeidi
Omar El-Saeidi (* 20. Oktober 1980 in Gießen) ist ein deutscher Schauspieler und Sprecher.

## Werdegang
Omar El-Saeidi wurde in Gießen geboren, seine Familie stammt aus Ägypten. Er hat sechs Geschwister. In seiner Kindheit lebte er zeitweise in Dschidda in Saudi-Arabien, wo seine Eltern an der dortigen Universität arbeiteten. Da die Töchter in Saudi-Arabien nicht die gewünschte Schulausbildung hätten absolvieren können, kehrte die Familie nach Gießen zurück. In der Schule bekam El-Saeidi Kontakt zum Theaterspielen und spielte dort seine erste Rolle in Grease.
Nach einer Ausbildung zum Diplom-Betriebswirt der Immobilienwirtschaft absolvierte Omar El-Saeidi von 2004 bis 2008 eine Schauspielausbildung an der Hochschule für Musik und Theater Rostock (HMT Rostock). Seine Abschlussarbeit schrieb er zum Thema „Der deutsche Schauspieler mit Migrationshintergrund“. 2005 wurde er Stipendiat der Rostocker Horst-Rahe-Stiftung.
Seit 2000 ist El-Saeidi regelmäßig in Theater- und Fernsehrollen zu sehen. Von 2008 bis 2009 gehörte er zum Ensemble des Schauspiels Köln; anschließend wechselte er zum Theater Bielefeld.
Zwischen 2018 und 2021 sowie 2025 war Omar El-Saeidi als Oberkommissar David Grünbaum in der ZDF-Fernsehserie SOKO Potsdam zu sehen.

## Filmografie
- 2004: The Hamburg Cell
- 2005: Doppelter Einsatz – Mord auf dem Stundenplan
- 2005: Abschnitt 40 – Viel zu heiß
- 2006: Großstadtrevier – Gefahren der Liebe
- 2007: R. I. S. – Die Sprache der Toten – Ringbahnsaufen
- 2008: GSG 9 – Ihr Einsatz ist ihr Leben – Bruderkampf
- 2009: Tatort – Rabenherz
- 2009: Sui tuoi passi
- 2009: Der Kriminalist – Zwischen den Welten
- 2009: Überlebensstrategien für das neue Jahrtausend
- 2010: Der Schwarzwaldhof – Forellenquintett
- 2010: Zimtstern und Halbmond
- 2011: Bollywood lässt Alpen glühen
- 2011: Kehrtwende
- 2011: München 72 – Das Attentat
- 2012: Invisible Me
- 2012: Unser Charly – Fremde Federn
- 2012: Auslandseinsatz
- 2012: Karim
- 2013: Heiter bis tödlich: Zwischen den Zeilen – Cash’n Curry
- 2013: God Is the Greatest
- 2013: Das Mädchen mit dem indischen Smaragd
- 2015: Familie verpflichtet
- 2015: Zum Sterben zu früh
- 2015: Der Liebling des Himmels
- 2015: Die Pfefferkörner
- 2016: In aller Freundschaft – Entscheidungen, Folge 712
- 2016: Alarm für Cobra 11 – Die Autobahnpolizei – Phantomcode
- 2016: Notruf Hafenkante – Der Clan (Staffel 11/Folge 14), Mattes im Fadenkreuz (11/16)
- 2016: Nachtschicht – Ladies First
- 2017: Tatort: Wacht am Rhein
- 2017: Letzte Spur Berlin – Störfaktor
- 2017: Das Institut – Oase des Scheiterns (1. Staffel)
- 2017: Die Eifelpraxis – Eine Frage des Muts
- 2018: In aller Freundschaft – Die jungen Ärzte – Auf immer und ewig
- 2018: St. Josef am Berg
- 2018: Extraklasse
- 2018: Der Amsterdam-Krimi – Auferstanden von den Toten
- 2018–2021, 2025: SOKO Potsdam (Fernsehserie, 36 Folgen)
- 2019: Das Institut – Oase des Scheiterns (2. Staffel)
- 2019: Harter Brocken: Der Geheimcode
- 2019: Phoenixsee, 2. Staffel, 6 Episoden
- 2019–2020: Schmitz & Family
- 2020: 2 Minuten (Webserie, 6 Episoden)
- 2020: Matze, Kebab und Sauerkraut
- 2021: Ein Tisch in der Provence: Zwei Ärzte im Aufbruch
- 2021: Ein Tisch in der Provence: Unverhoffte Töchter
- 2021: Nix Festes
- 2022: Morden im Norden (Fernsehserie, Folge Perfides Spiel)
- 2022: SOKO Linz – Wir kennen dich (Fernsehserie)
- 2022: Bettys Diagnose – Blinder Fleck
- 2023: Sterben ist auch keine Lösung
- 2023: Die Füchsin: Alte Sünden
- 2023: Die Chefin (Fernsehserie, Folge Weg des Geldes)
- 2024: Tatort: Der Fluch des Geldes
- 2025: Bettys Diagnose (Fernsehserie, Folge Lebenslügen)

## Theaterrollen (Auswahl)
- 2006: Lopachin in Der Kirschgarten, HMT Rostock
- 2007: Giselher in Die Nibelungen, Schauspiel Köln
- 2008: Halim in Das Kamel ohne Höcker, Theater Duisburg
- 2008: Jupiter in Der abenteuerliche Simplicissimus, Schauspiel Köln
- 2008: Clitander in Der Menschenfeind, Schauspiel Köln
- 2009: Chevalier Danceny in Gefährliche Liebschaften, Theater Bielefeld
- 2009: Snatch in Klassenfeind, Theater Bielefeld
- 2009: Paris in Die Hades Fraktur, Schauspiel Köln
- 2010: Mortimer in Heinrich IV., Theater Bielefeld
- 2010: Woyzeck in Woyzeck, Theater Bielefeld
- 2018: Aladin in Aladin und die Wunderlampe, Theater Bielefeld
- 2022: Dr. Yakub Adam in Pfeifen kann doch jeder (Musical), Mecklenburgisches Staatstheater, Schwerin

## Hörspiele (Auswahl)
- 2008: Liebesschwindel von Cédric Prévost, WDR[5]
- 2008: Die Sirenen von Bagdad von Yasmina Khadra, WDR
- 2011: Die große Weltreise von Jan Decker, SWR
- 2018: Geronimo von Leon de Winter, NDR
- 2019: Ich werde nicht hassen von Izzeldin Abuelaish, WDR
- 2020: Jenseits der Zeit von Liu Cixin, WDR
- 2021: Krabbenwanderung von Karosh Taha, WDR
- 2023: Boudicca. Die Keltenkriegerin von Anne-M. Keßel, WDR[6]
- 2023: Die andere Frida. Opulent-akustisches Biopic von Leticia Milano und Tina Müller, WDR[7]

## Auszeichnungen
- 2007: Förderpreis für Schauspielstudierende beim Theatertreffen deutschsprachiger Schauspielstudierender, Salzburg
- 2018: Deutscher Comedypreis – Das Institut – Oase des Scheiterns